# Gyrton

Gyrton (Oudgrieks: Γυρτών, Gyrtṓn) of Gyrtone (Γυρτώνη, Gyrtṓnē) was een stad in het Thessalische landschap Pelasgiotis, ten zuiden van Larissa aan de Peneus.
De stad werd gezegd haar naam te ontlenen aan Gyrton, een broer van Phlegyas, of aan Gyrtone, een dochter van Phlegyas. Daarom heetten de bewoners van deze streek vroeger Phlegyae of Phlegyers (Φλεγύαι / Phlegýai), naar Phlegyas, de broer van Ixion.
Gyrton werd reeds door Homerus genoemd. En het bleef ook in latere tijden een belangrijke, rijke stad.
Gyrton maakte deel uit van een oud verbond van Thessalische steden met Athene, dat deze laatste in 431 v.Chr. met een contingent, onder hun eigen aanvoerders, zou steunen tijdens de Peloponnesische Oorlog.
Rond 416 v.Chr. verwierf Kalippos van Gyrton de erfelijke proxenia bij de Atheners. In 360 of 359 v.Chr. was een burger van Gyrton theodorokos in Epidaurus.
Antiochus III de Grote zou tijdens zijn inval in Thessalië Gyrtone niet hebben ingenomen. In 215 of 214 v.Chr. werd aan minstens 60 burgers van Gyrton, op voorspraak van Philippus V van Macedonië, het burgerrecht van het naburige Larissa verleend. In 197 v.Chr. zou Philippus V in de slag bij Cynoscephalae ook de steun krijgen van ruiterij uit Thessalië onder aanvoering van Heraclides van Gyrton. Perseus van Macedonië liet de stad links liggen toen hij vernam dat deze reeds werd bezet door Titus Minucius Rufus en de Thessalische strategos Hippias.